# 죽음의 게임 (영화)
《죽음의 게임》(Deathtrap)은 1982년에 만들어진 미국의 스릴러 영화이다. 아이라 레빈의 동명의 희곡을 영화화한 것이다.
마이클 케인, 크리스토퍼 리브, 다이언 캐넌, 아이런느 워드 그리고 헨리 존스가 출연한다. 영화 및 연극 비평가인 스테와트 크라인, 제프리 리옹스, 그리고 조엘 시걸이 까메오로 출연했다. 이 영화의 포스터는 당시 최고의 인기를 누리던 루빅스 큐브를 소재로 하였다.

## 줄거리
시드니 브룰(케인)은 "The Murder Game"이라는 미스테리 스릴러 소설을 쓴 유명한 극작가이다.
시드니는 등단 이후 계속되는 실패로 절망하여 이스트 햄튼에 있는 자신의 집과 돈많은 그의 아내 마라(캐논)에게 돌아온다. 그는 아내에게 극작가 수업을 듣는 어떤학생으로부터 "죽음의 게임(Deathtrap)"라는 희곡을 받았다고 말한다. 연극 제작을 준비하며 시드니는 농담조로 그 학생을 죽이고 그 희곡을 가로채겠다고 말한다. 그 학생이 그 작품을 아직 아무에게도 보여주지 않았고, 어느 누구도 그 작품의 복사본을 가지고 있지 않다고 말하자 그의 농담은 더욱 진지해졌다. 어느날 시드니는 그 학생을 롱아일랜드로 초대한다.
마라는 시드니에게 그 학생(크리포드)과 희곡 "죽음의 게임"을 공동작업 해서 수익을 나누라고 설득한다.
마침내 학생이 집에 도착하고, 시드니가 살인을 계획한 시간이 다가오자 심장병이 있는 마라는 더욱 초조해진다. 결국, 시드니는 체인으로 크리포드를 목졸라 죽이고, 마라에게 크리포드를 뒤뜰에 묻을 수 있도록 도와달라고 강압적으로 말한다.
크리포드를 뒤뜰에 묻자마자 이웃집에 사는 심령술사 헬가(아이런느 워드扮)가 시드니를 찾아온다. 헬가는 시드니의 거실과 서재를 기웃거린다. 벽에 걸린 시드니의 소품용 무기들과 수갑들에서 고통과 죽음이 느껴진다며 헬가는 시드니에게 부츠를 신은 남자가 그를 공격할 것이라고 경고하고 자리를 뜬다.
마라는 침대를 정리하며 공포를 느낀다. 그러나 곧 시드니가 다가오자 평안한 마음을 되찾는다. 이때 갑자기 나타난 크리포드는 창문을 깨고 침실로 들어와 각목으로 시드니를 내리친다. 마라는 뛰쳐나가고, 크리포드는 마라의 심장이 멎을 때까지 그녀의 뒤를 쫓는다. 결국 그녀는 심장마비로 죽는다. 시드니는 곧 크리포드에게 다가와 키스를 나눈다. 그들은 서로 사랑하는 사이였고, 함께 마라를 살인하기로 계획했던 것이다.
며칠 후 마라의 장례식이 열리고 크리포드는 시드니의 비서가 된다. 크리포드는 복지국에 대한 이야기를 다룬 희곡을 준비하는 반면, 시드니는 슬럼프에 빠진다. 변호사 포터(존스)가 마라의 죽음을 정리하러 시드니의 집에 방문했다가 크리포드의 기괴한 행동을 감지한다. 시드니는 크리포드에게 잔심부름을 보낸후, 크리포드의 원고를 몰래 읽는다. 그는 크리포드가 그들이 마라를 살인한 이야기를 소재로 다시 "Deathtrap"이라는 희곡을 쓰고 있다는 것을 발견하고 공포에 떤다. 크리포드는 "Deathtrap"을 공동 작업하자고 시드니를 설득한다. 시드니는 망설이면서 자신은 아내를 죽인 동성연애자로 기억되기 보다는 "The Murder Game"의 작가로 기억되길 원한다고 말한다. 하지만, 마침내 시드니는 크리포드의 제안에 동의한다.
며칠 후, 헬가는 폭풍이 불어닥쳐 전기가 나갈 경우를 대비해 양초를 빌린다는 핑계로 다시 시드니의 집을 방문해 크리포드를 만난다. 시드니가 디너파티에서 돌아오자 헬가는 시드니에게 크리포드가 바로 그 부츠의 사나이라고 경고하고, 시드니는 헬가에게 크리포드를 멀리 보낼 것이라고 다짐한다.

## 출연

### 주연
- 마이클 케인
- 크리스토퍼 리브

### 조연
- 다이안 캐넌
- 아이린 워스
- 헨리 존스
- 조 실버
- 토니 디베네데토
- 제니 루멧
- 제인 헬러
- 조지 펙

## 기타
- 미술: 토니 월톤
- 의상: 토니 월톤

## 평가
영화 죽음의 게임은 비록 대중의 호응을 얻었지만, 다이언 캐넌(마라役)은 최악의 조연배우로 '골든 라즈베리 어워드' 후보에 올랐다. 미국의 잡지 '매드'는 영화 '죽음의 게임'을 말그대로 죽음의 게임이라며 풍자하며 비꼬았다.
영화에 새로 삽입된 리브의 키스 장면(원작인 연극에는 없는 장면이다.)은 콜로라도 덴버에서 열린 사전 시사회에서 혹평을 받았다고 게이 영화 연구가 비토 루소가 잡지 '셀룰로이드 크라짓'에서 말했고, 잡지 '타임'은 이 장면 때문에 티켓 판매 수익이 천만 달러 정도 감소할 것이라고 기고했다.

## DVD 출시
1999년 7월 27일에 처음 출시되었고, 헨리 윈클러와 마이클 키튼의 코메디 영화 '나이트 쉬프트'와 패키지로 2003년 11월 8일 다시 출시되었다.